# Іваньковське водосховище

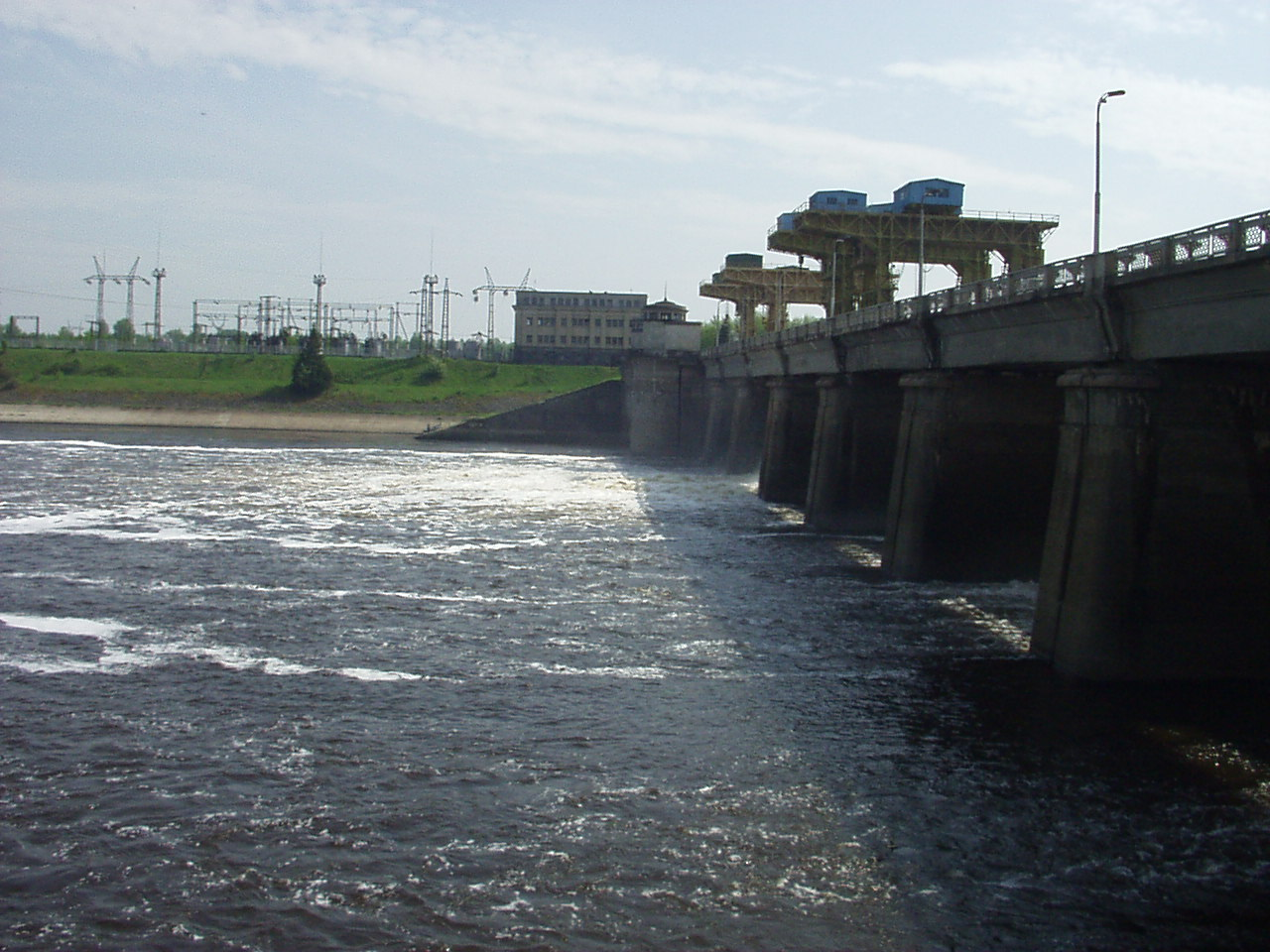
Іванковська ГЕС

Іва́ньковське водосховище (рос. Иваньковское водохранилище), також відоме як Московське море, — водосховище у верхів'ях річки Волги. Назване за містом Іваньково (з 1960 р. — в межі м. Дубна).

## Загальні відомості
Ширина водосховища 2-5 км, довжина близько 30 км.
Утримується водосховище 9-кілометровіою дамбою висотою до 14 метрів. В'язні насипали її тачками і зовні вручну укріпили камінням.
У березні 1937 року Іваньковська гребля перегородила шлях Волзі. Утворилося велике водосховище, за назвою Московське море. Водою була затоплена територія, яку займали 106 населених пунктів, величезні луки та болота, великі площі спиляних лісів. Під водою опинилася площа 32 000 га.
Площа дзеркала води при максимальному рівні її на Іваньковському плесі дорівнює 141 км ², на Волзькому 74 км ², на Шошинському — 112. При мінімальному рівні води площа дзеркала відповідно дорівнює 46,35 і 9 км ².
В Іваньковському водосховищі коливання рівня води бувають більше, ніж у нових водосховищах Підмосков'я. В окремі роки падіння рівня води сягає 7 метрів, а площа водойми тоді скорочується майже в 4 рази.
При будівництві водосховища в 1936 році було знищено повітове місто Корчева і кілька десятків навколишніх сіл, що потрапили в зону затоплення.

## Сучасне значення водойми
З Іваньковського водосховища бере початок канал імені Москви, що постачає прісну воду в Москву і обводнюючий Москву-річку. На стоці водосховища працює Іваньковська ГЕС.
Водосховище використовується як водойма-охолоджувач великої електростанції — Конаковської ГРЕС.
Використовується для вантажного судноплавства в Москву, Твер і по волзькому шляху. Регулярне пасажирське судноплавство зараз є тільки від пристані Конакова до гирла Созі.
В акваторії водосховища утворилося близько трьохсот островів, більшість з яких незаселені. На найбільших островах створені бази відпочинку різних НДІ. На берегах водойми безліч будинків відпочинку, пансіонатів, піонертаборів і відомий Завидовський заповідник, в якому розміщена одна з резиденцій президента РФ, а також комплекс відпочинку «Завидово».
Населені пункти у водоймища: міста Дубна та Конаково, селища Новозавидовський, Козлова і Радченко.